# 에라 이스트레피
에라 이스트레피(Era Istrefi, 1994년 7월 4일 ~ )는 코소보의 싱어송라이터이다. 2016년에 발매한 싱글 "Bonbon"이 성공해 전세계적으로 이름을 알렸다.